# On se bojí
On se bojí (v anglickém originále Beau Is Afraid) je americká filmová surrealistická tragikomedie z roku 2023, kterou napsal, režíroval a spoluprodukoval Ari Aster. Ve filmu hrají Joaquin Phoenix, Patti LuPone, Nathan Lane, Amy Ryan, Kylie Rogers, Parker Posey, Stephen McKinley Henderson, Hayley Squires, Michael Gandolfini, Zoe Lister-Jones, Armen Nahapetian a Richard Kind.

## Synopse
Děj sleduje mírného, ale paranoiou zmítaného Beaua, který se vydává na surrealistickou odyseu, aby se dostal domů na matčin pohřeb, a cestou si uvědomuje své největší obavy.

## Obsazení
| Joaquin Phoenix | Beau Wassermann |
| Patti LuPone    | Mona Wassermann |
| Amy Ryan        | Grace           |
| Nathan Lane     | Roger           |
| Parker Posey    | Elaine Bray     |

## Vydání a ohlasy
Film byl distribuován společností A24 a měl premiéru 1. dubna 2023 v kině Alamo Drafthouse. Dne 14. dubna 2023 byl uveden v omezeném počtu kin ve Spojených státech, následující týden pak v širokém nasazení.
Film získal vesměs pozitivní recenze kritiků, ale nebyl komerčně úspěšný. Vydělal pouze 11 milionů dolarů. Joaquin Phoenix byl za svůj výkon nominován na Zlatý glóbus.